# Гармоническое число
В математике n-м гармоническим числом называется сумма обратных величин первых n последовательных чисел натурального ряда:
{\displaystyle H_{n}=\sum _{k=1}^{n}{\frac {1}{k}}=1+{\frac {1}{2}}+{\frac {1}{3}}+\cdots +{\frac {1}{n}}.}
Гармонические числа являются частичными суммами гармонического ряда.
Изучение гармонических чисел началось в античности. Они имеют важное значение в различных областях теории чисел и теории алгоритмов и, в частности, тесно связаны с дзета-функцией Римана.

## Альтернативные определения
- Гармонические числа можно определить рекуррентно следующим образом:
{\displaystyle {\begin{cases}H_{n}=H_{n-1}+{\frac {1}{n}}\\H_{1}=1\end{cases}}}

- Также верно соотношение:
{\displaystyle H_{n}=\psi (n+1)+\gamma ={\frac {\Gamma '(n+1)}{\Gamma (n+1)}}+\gamma },
где {\displaystyle \psi (n)} — дигамма-функция, {\displaystyle \gamma =-\psi (1)} — постоянная Эйлера — Маскерони.
- Еще соотношения:
{\displaystyle H_{n}=\sum _{k=1}^{n}{\binom {n}{k}}{\frac {(-1)^{k+1}}{k}}}
{\displaystyle H_{n}={n}\sum _{k=1}^{n}{\binom {n-1}{k-1}}{\frac {(-1)^{k+1}}{k^{2}}}={(-1)^{n-1}}{n}\Delta ^{n-1}{1}^{-2},}
где {\displaystyle \Delta ^{n}{1}^{-2}=\Delta ^{n}{x}^{-2}} в точке {\displaystyle {x}=1}  - верхняя конечная разность n-го порядка функции {\displaystyle f(x)={\frac {1}{{x}^{2}}}}.

### Дополнительные представления
Нижеследующие формулы могут быть использованы для вычисления гармонических чисел (в том числе и в точках, отличных от точек натурального ряда):
- интегральные представления:
{\displaystyle H_{x}=\int _{0}^{1}{\frac {1-t^{x}}{1-t}}dt,\quad Re(x)>-1}
- предельные представления:
{\displaystyle H_{x}=\lim _{n\to \infty }\left(\ln(n)-\sum _{k=0}^{n}{\frac {1}{x+k+1}}\right)+\gamma }
{\displaystyle H_{x}=x\sum _{k=0}^{\infty }{\frac {1}{(k+1)(x+k+1)}}};
- разложение в ряд Тейлора в точке {\displaystyle x=0}:
{\displaystyle H_{x}=\sum _{k=1}^{\infty }(-1)^{k+1}\zeta (k+1)x^{k}=\zeta (2)x-\zeta (3)x^{2}+\zeta (4)x^{3}-\zeta (5)x^{4}+\cdots ,}
где {\displaystyle \zeta (x)} — дзета-функция Римана;
- асимптотическое разложение:
{\displaystyle H_{x}=\gamma +\ln(x)+{\frac {1}{2x}}-{\frac {1}{12x^{2}}}+{\frac {1}{120x^{4}}}-{\frac {1}{252x^{6}}}+{\frac {1}{240x^{8}}}-{\frac {1}{132x^{10}}}+\cdots }.

## Производящая функция
{\displaystyle \sum _{k=1}^{\infty }H_{k}z^{k}=-{\frac {\ln(1-z)}{1-z}}}

## Свойства

### Значения от нецелого аргумента
- {\displaystyle H_{1/2}=2-2\ln 2}
- {\displaystyle H_{1/3}=3-{\frac {3\ln 3}{2}}-{\frac {\pi }{2{\sqrt {3}}}}}
- {\displaystyle H_{1/4}=4-3\ln 2-{\frac {\pi }{2}}}
- {\displaystyle H_{1/5}=5-{\frac {5\ln 5}{4}}-{\frac {1}{2}}{\sqrt {1+{\frac {2}{\sqrt {5}}}}}\pi -{\frac {\sqrt {5}}{2}}\ln \varphi ,}

где {\displaystyle \varphi } — золотое сечение.
- {\displaystyle H_{1/7}=7-\ln 14-{\frac {\pi }{2}}\mathrm {ctg} {\frac {\pi }{7}}-2\cos \left({\frac {\pi }{7}}\right)\ln \left(\cos {\frac {\pi }{14}}\right)+2\sin \left({\frac {3\pi }{14}}\right)\ln \left(\sin {\frac {\pi }{7}}\right)-2\sin \left({\frac {\pi }{14}}\right)\ln \left(\cos {\frac {3\pi }{14}}\right)}

### Суммы, связанные с гармоническими числами
- {\displaystyle \sum _{k=1}^{n}{H_{k}}=(n+1){H_{n}}-n=(n+1)({H_{n+1}}-1)}
- {\displaystyle \sum _{k=1}^{\infty }{\frac {H_{k}}{k}}=\infty }
- {\displaystyle \sum _{k=1}^{\infty }{\frac {H_{k}}{k^{2}}}=2\zeta (3)}
- {\displaystyle \sum _{k=1}^{\infty }{\frac {H_{k}}{k^{3}}}={\frac {1}{2}}\zeta (2)^{2}={\frac {5}{4}}\zeta (4)={\frac {\pi ^{4}}{72}}}
- {\displaystyle \sum _{k=1}^{\infty }{\frac {H_{k}}{k^{4}}}=3\zeta (5)-\zeta (2)\zeta (3)=3\zeta (5)-{\frac {\pi ^{2}}{6}}\zeta (3)}

### Тождества, связанные с гармоническими числами
- {\displaystyle (H_{n})^{3}=\sum _{i=1}^{n}\sum _{j=1}^{n}\sum _{k=1}^{n}{\frac {1}{ijk}}}
- {\displaystyle \sum _{i=1}^{n}\sum _{j=1}^{n-1}\sum _{k=j+1}^{1}{\frac {1}{ijk}}={\frac {1}{2}}H_{n}(H_{n}^{2}-\zeta _{n}(2))},  где {\displaystyle \zeta _{n}(2)=\sum _{k=1}^{n}{\frac {1}{k^{2}}}}
- {\displaystyle \zeta _{n}(2)=(H_{n})^{2}-\sum _{k=1}^{n-1}{\frac {2H_{k}}{k+1}}-1}, где {\displaystyle \zeta _{n}(2)=\sum _{k=1}^{n}{\frac {1}{k^{2}}}}
- {\displaystyle H_{n^{2}}+1=(H_{n})^{2}+\sum _{k=1}^{n-1}\left(H_{(k+1)^{2}-1}-{\frac {2H_{k}}{k+1}}-H_{k^{2}}\right)}

### Приближённое вычисление
С помощью формулы суммирования Эйлера-Маклорена получаем следующую формулу:
{\displaystyle H_{n}=\ln n+\gamma +{\frac {1}{2n}}+\sum \limits _{k=1}^{m}{\frac {B_{2k}}{2kn^{2k}}}-\theta _{m,n}{\frac {B_{2m+2}}{(2m+2)n^{2m+2}}},}
где {\displaystyle 0<\theta _{m,n}<1}, {\displaystyle \gamma } — постоянная Эйлера, которую можно вычислить быстрее из других соображений[каких?], а {\displaystyle B_{k}} — числа Бернулли.

### Теоретико-числовые свойства
- Теорема Вольстенхольма утверждает, что для всякого простого числа {\displaystyle p>3} выполняется сравнение:
{\displaystyle H_{p-1}\equiv 0{\pmod {p^{2}}}.}

### Некоторые значения гармонических чисел
| {\displaystyle {\begin{matrix}H_{1}&=&1\\\\H_{2}&=&{\frac {3}{2}}&=&1{,}5\\\\H_{3}&=&{\frac {11}{6}}&\approx &1{,}833\\\\H_{4}&=&{\frac {25}{12}}&\approx &2{,}083\\\\H_{5}&=&{\frac {137}{60}}&\approx &2{,}283\end{matrix}}} | {\displaystyle {\begin{matrix}H_{6}&=&{\frac {49}{20}}&=&2{,}45\\\\H_{7}&=&{\frac {363}{140}}&\approx &2{,}593\\\\H_{8}&=&{\frac {761}{280}}&\approx &2{,}718\\\\H_{10^{3}}&\approx &7{,}485\\\\H_{10^{6}}&\approx &14{,}393\end{matrix}}} |

Числитель и знаменатель несократимой дроби, представляющей собой n-e гармоническое число, являются n-ми членами целочисленных последовательностей A001008 и A002805, соответственно.

## Приложения
В 2002 году Lagarias доказал, что гипотеза Римана о нулях дзета-функции Римана эквивалентна утверждению, что неравенство
{\displaystyle \sigma (n)\leq H_{n}+\ln(H_{n})e^{H_{n}}}
верно при всех целых {\displaystyle n\geq 1} со строгим неравенством при {\displaystyle n>1}, где {\displaystyle \sigma (n)} — сумма делителей числа {\displaystyle n}.